# Протесты в Шиесе
Протесты против строительства мусорного полигона на станции Ши́ес — экологические протесты в Архангельской, Вологодской областях и Республике Коми, начавшиеся в 2018 году с требованиями прекратить строительство полигона и завершить мусорную реформу в России. Полигон предназначался для складирования твёрдых бытовых и промышленных отходов, вывозимых из Москвы и ряда других регионов западной части России, поскольку его строительство предполагается в болотистой местности, представляет опасность для жителей региона, так как приведет к загрязнению поверхностных и подземных источников воды. Согласно исследованиям, все загрязнения с полигона могут через северные реки попасть в Белое море, а оттуда — в мировой океан.

## История

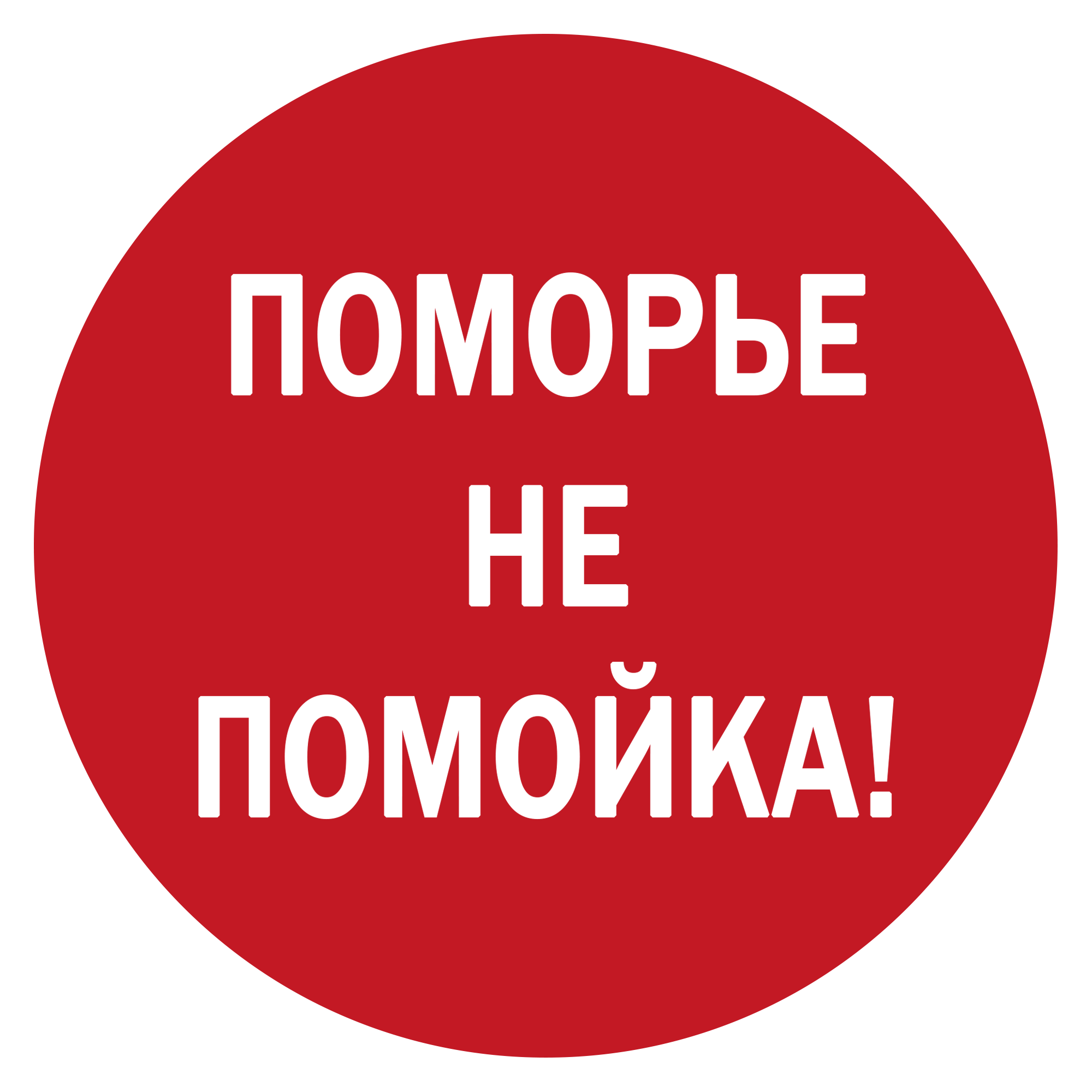
Эмблема экологического движения «Поморье не помойка», организовывавшего протесты в Архангельской области

Начавшись в июле 2018 года как локальная акция местных жителей, протест к 2019 году стал центром «антимусорных» выступлений. Во втором квартале 2019 года 34 из 56 экологических протестов в стране были объединены темой Шиеса, акции протеста в поддержку протестующих на Шиесе прошли в 30 регионах России. В Архангельской области 95 % граждан высказались против строительства полигона, а 25 % даже готовы участвовать в несогласованных акциях протеста, жителями было подано свыше 60 тыс. подписей в администрацию президента с требованием учесть их мнение. В 2019 году протест получил освещение в иностранной прессе.
В июне 2019 года строительство полигона было временно приостановлено. 18 июля 2019 года Европейский парламент утвердил резолюцию с требованием к России прекратить преследование экологических активистов Архангельской области. 20 июля 2019 Президент России В. В. Путин дал поручение Правительству Архангельской области и Правительству Москвы обеспечить учёт мнения населения Архангельской области при решении вопроса о строительстве в районе станции Шиес объектов размещения твердых коммунальных отходов. В декабре 2019 года власти Москвы подготовили территориальную схему обращения с отходами, в которую мусорный полигон на Шиесе не включили, чтобы не вызвать усиления общественных протестов.
По мнению эксперта Андрея Чуракова, исключение объекта на станции Шиес из числа приоритетных инвестпроектов носит формальный характер. Для завершения проекта московской мусорной свалки необходимо исключить её из генплана Урдомы, в который она была вписана без учёта мнения местных жителей и местных властей, и приступить к восстановлению нарушенной территории, вырубленных лесов на месте стройки. Сама же история с Шиесом, по сведениям Чуракова, была попыткой привести на станцию Шиес отходы столичной реновации — отходы московских пятиэтажек, а инвестиционный проект стал позже лишь прикрытием этой истории.
В декабре 2021 года был запущен краудфандиговый проект по сбору средств на издание книги о протесте в Шиесе. В неё войдут более 100 снимков девяти авторов и воспоминания людей, принимавших участие в протесте.

## Хронология протестов

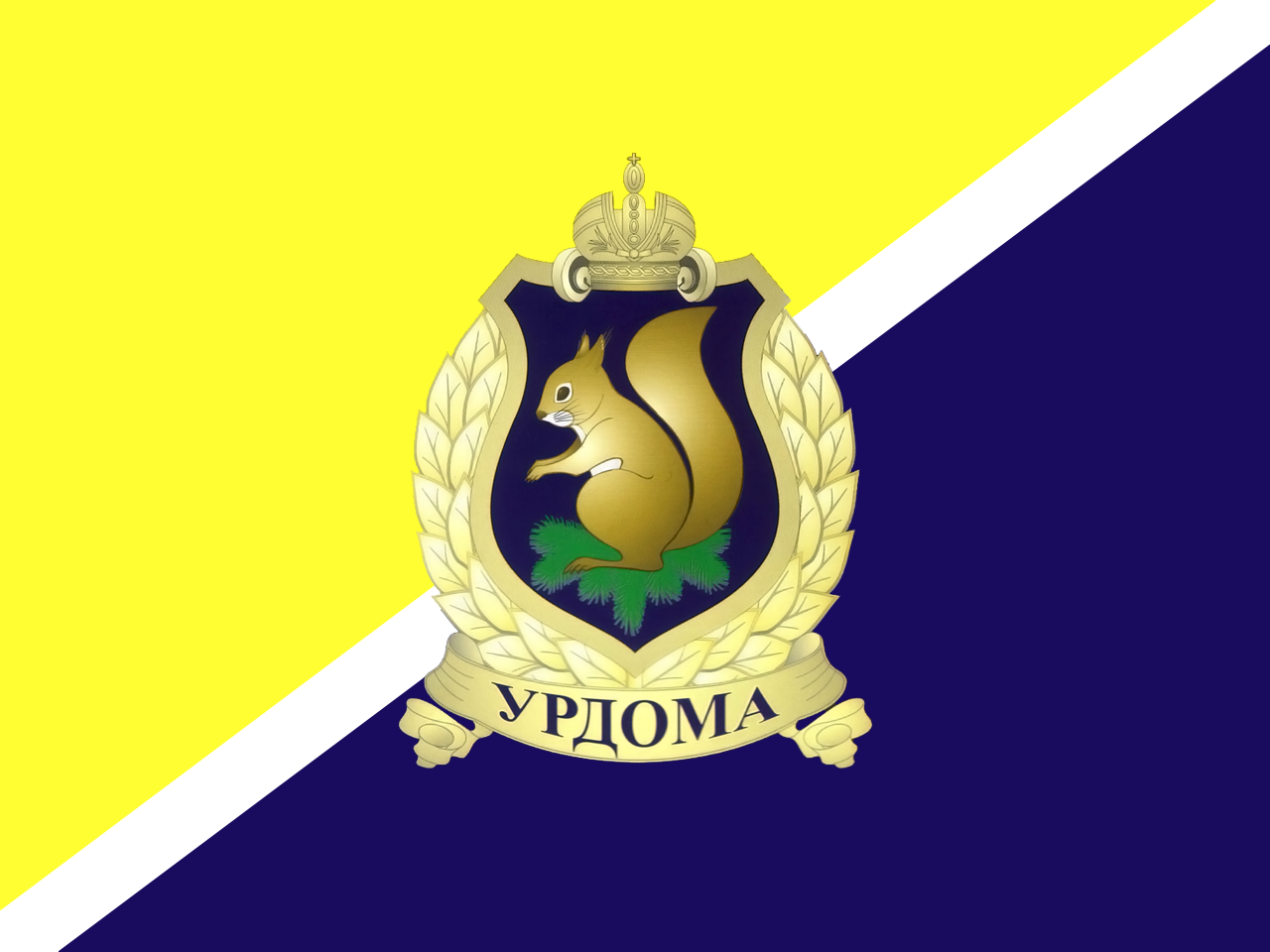
Флаг Урдомы образца 2001 года, использовавшийся протестующими в Архангельской области

В 2018 году на территории станции Шиес совместно с РЖД началось строительство площадок с твёрдым покрытием. Первый этап строительства начался с вырубки близлежащих лесов общей площадью в 1 гектар.
В июне того же года местные жители случайно обнаружили стройплощадку и технику. А уже в конце года активисты поставили около стройки первый вагончик для круглосуточного дежурства, на которое приезжали люди из близлежащих поселений и даже из всего региона. Постепенно лагерь протестующих разрастался и появлялись все новые посты.
2 декабря 2018 года прошли митинги по всей области, собравшие, по оценкам организаторов, 30 тысяч участников (в том числе в Архангельске — 5 тысяч человек и 10 тысяч человек в Северодвинске). По данным региональных властей, митинги собрали 8 тысяч человек. По поводу митингов высказался и бывший сенатор от Архангельской области Константин Добрынин: «На улицы Архангельска, Северодвинска и других городов и поселков области вышло 30 000 человек. Это очень много. 30 000 человек для Архангельской области — это как 700 000 для Москвы».
3 февраля 2019 года митинг в Архангельске собрал не менее 2 тысяч человек. Городские власти под надуманным предлогом отказали в проведении мероприятия в центре города, поэтому митинг состоялся на окраине города. Десятки тысяч людей в 20-градусный мороз пешком прошли шествием по городу.
24 февраля антимусорный митинг в Северодвинске собрал более 10 тысяч человек. За несколько часов до начала митинга задержали считавшую количество участников волонтера Юлию Чапулину.
27 марта 2019 года депутаты Архангельского областного собрания депутатов проголосовали против проведения референдума о запрете ввоза мусора из других регионов на территорию Архангельской области. Недалеко от станции Шиес произошло столкновение дежуривших экоактивистов и рабочих с мусорной стройки. В дальнейшем регулярно происходили столкновения защитников Шиеса с сотрудниками частного охранного предприятия: активисты пытались препятствовать разгрузке топлива и стройматериалов, позже заявляли об избиениях и нанесении травм.
В апреле были повреждены два деревянных моста, которые использовались для проезда техники.

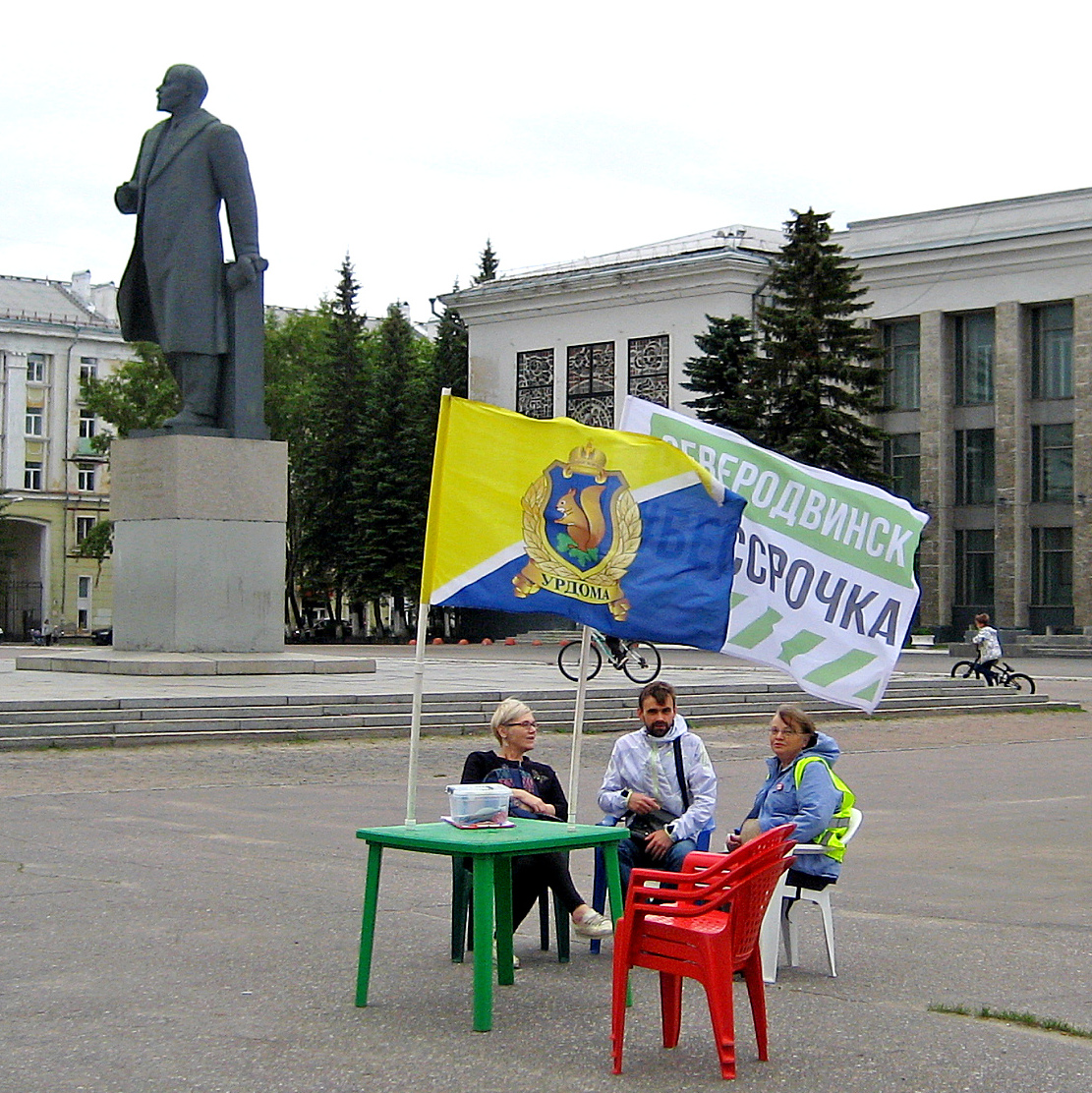
Бессрочный протест на центральной площади Северодвинска, 2019

7 апреля 2019 года в Архангельске прошли несанкционированные протестные акции и в тот же день было объявлено о начале бессрочного протеста на центральной площади Ленина. Власти массово задерживали участников митингов, многим были выписаны штрафы.
25 апреля 2019 года Архангельский областной суд признал незаконным постановление Архангельского областного собрания депутатов против проведения референдума о запрете ввоза мусора из других регионов на территорию Архангельской области. После этого губернатор Архангельской области Игорь Орлов, Архангельское областное Собрание и Прокуратура Архангельской области обжаловали в Верховном суде РФ решение Архангельского областного суда.

Флаг движения «Поморье не помойка!»

25 июня 2019 года Верховный суд Российской Федерации отменил решение Архангельского областного суда о проведении референдума по ввозу отходов из других регионов на территорию Архангельской области.
19 мая на Площади Терёхина в Архангельске прошёл согласованный митинг-концерт в поддержку Шиеса. Перед митингом активисты заметили, что на то же время сделаны другие массовые мероприятия в Архангельске от имени администрации. По подсчётам активистов движения «Поморье не помойка!», на акцию пришло 8 тыс. людей.
16 июня у ДК «Строитель» в Северодвинске прошёл митинг в поддержку активистов на станции Шиес. Администрация города на это же время заявила празднование дня рождения Парка культуры. Несмотря на это, митинг собрал 4 тыс. человек. После митинга активисты пошли на Площадь Победы.
26 июля 2019 была проведена акция «День солидарности с Шиесом», в ходе которой жители области вывесили красную ткань за окна. Губернатор Орлов, ранее назвавший протестующих шелупонью, позднее прокомментировал это событие: он решил, что люди просто вывесили постиранное белье сушиться.
26 августа 2019 года Левада-Центр опубликовал опрос, проведённый среди жителей Архангельской области. По его итогам 95 % респондентов выступили против строительства мусорного полигона в Шиесе, 3 % выразили согласие.
22 сентября 2019 года в единый день протеста в Архангельске прошёл антимусорный митинг в Соломбале на площади Терёхина, на который пришло две тысячи человек.
30 сентября на сайте Архангельского областного Собрания депутатов была опубликована запись заседания, на котором депутат от ЛДПР потребовал вернуть участок земли для строительства экотехнопарка в связи с окончанием срока аренды. Договор о пользовании лесным участком в районе станции Шиес был заключён в 2018 году между министерством природных ресурсов и ЛПК Архангельской области и ГБУ города Москвы «Автомобильные дороги» и к тому времени истек.
4 ноября 2019 года прошёл 12-часовой онлайн Марафон Гражданской Солидарности в поддержку Шиеса.
8 декабря 2019 года на митинг против строительства мусорного полигона на станции Шиес в городе Котласе на юге Архангельской области пришли 10 250 человек.
9 января 2020 года Арбитражный суд Архангельской области по иску администрации Урдомы признал постройки полигона Шиес незаконными.
26 октября 2020 года 14-й арбитражный апелляционный суд подтвердил решение предыдущих судов о сносе части возведённых строений в районе железнодорожной станции «Шиес». 6 ноября инициативная группа «Чистая Урдома» приехала в лагерь на Шиесе и стала праздновать «победу» в борьбе активистов против строительства мусорного полигона в Архангельской области, после чего началось планомерное закрытие постов.
2 декабря 2020 года Арбитражным судом Северо-Западного округа (г. Санкт-Петербург) принята к производству кассационная жалоба ООО «Технопарк» от 23.11.2020. Жалоба приостанавливает действие решения суда о сносе полигона на ст. Шиес на срок до двух месяцев.
9 января 2021 года инициативная группа «Чистая Урдома» (в лице её председателя С. М. Бабенко) опубликовала в сообществе «Мы против свалки в Ленском районе» во «ВКонтакте» заявление, в котором объявила завершенной протестную кампанию против строительства мусорного полигона на станции Шиес, которая длилась более двух лет. При этом остающихся жить в палаточных лагерях активистов предлагают считать не имеющими отношения к борьбе против строительства полигона, поскольку те якобы вышли из коалиции «Стоп-Шиес».
12 января 2021 года руководство ООО «Технопарк» заявило, что активисты на станции Шиес мешают рекультивации, отказываясь переместить палаточный лагерь с земельного участка площадью 15 гектаров. Сами активисты считают, что уходить пока рано — они собираются и дальше фиксировать допускаемые нарушения со стороны подрядчика.
4 февраля 2021 года лагерь активистов «Ленинград» на станции Шиес был уничтожен представителями силовых структур, палатки и прочее имущество, а также запасы продуктов пропали, причём большая часть была закопана в вырытый экскаватором глубокий котлован.
Также 4 февраля 2021 года в Санкт-Петербурге Арбитражный суд Северо-Западного округа рассмотрел кассационную жалобу компании «Технопарк» на решение о признании самовольными построек на станции Шиес, которое ранее вынес Арбитражный суд Архангельской области, и оставил это решение в силе.
Утром 18 февраля 2021 года полиция перекрыла все дороги за десятки километров к станции Шиес со стороны Мадмаса и Урдомы, затем на Шиес приехали четыре экипажа ППС и гражданский легковой автомобиль. Находившиеся на резервном посту «Баня» (после сноса 4 февраля главного лагеря «Ленинград») активисты (5 человек) были грубо задержаны, с инкриминированием им неких «преступлений», и позже их доставили в Яренск для допроса. В течение этого же дня были разгромлены уже некоторое время пустовавшие народные посты «Костёр» и «Крепость», а пост «Баня» был разграблен и сожжён. Пятерых активистов, остававшихся на железнодорожной станции Шиес, обвинили по статье о самовольном занятии лесных участков, назначив судебное заседание на начало марта.

## Реакция властей и последствия
- Изначально региональные власти стремились замалчивать данный информационный повод, но почти сразу же стало понятно, что данная стратегия неэффективна. Более того, во многом именно молчание властей вызвало особое недовольство людей и помогло распространить информацию в сети.
- Первая реакция губернатора Архангельской области Игоря Орлова была неоднозначная. 5 апреля на общественной встрече с представителями ветеранских и профсоюзных организаций он заявил: «Я двадцать с лишним лет прожил здесь [в Архангельской области]. У меня здесь дети родились. А всякая шелупонь, которая здесь никто и звать никак, пытается меня назвать непонятно кем: то калининградцем, то украинцем. Мне плевать на их рейтинги и голосования, по поводу того, что они обо мне думают». Так он отреагировал на высказывание одного из участников встречи о том, что 96 % жителей Архангельской области выступают «против всех вот этих решений правительства по Шиесу и всем свалкам».[45] Это вызвало огромную волну негатива. После высказывания в сети появилось огромное количество мемов, а на митингах люди всячески высмеивали и критиковали Орлова за вышеуказанные слова.
- Реакция федеральных властей появилась позже, 16 мая Владимир Путин заявил на медиа-форуме ОНФ: «Москва не может мусором зарастать, это десятимиллионный город. Но и в других регионах не нужно создавать проблем. В любом случае это должно быть в диалоге с людьми, которые там живут. Я обязательно поговорю и с руководителем области, и Сергеем Семеновичем Собяниным. Они не могут решать это келейно, не спрашивая мнения людей, которые проживают в непосредственной близости от этих полигонов»[46]
- В начале 2020 года Министр МВД Коми генерал Виктор Половников отвечающий ранее за полицейское сопровождение топлива для полигона ШИЕС и подавление протестных акций эко-активистов, был арестован по подозрению в получении взятки[47]
- Губернатор Архангельской области Игорь Орлов[48] и Глава Коми Сергей Гапликов[49] в 2020 году одновременно подали в отставку и ушли со своих постов.
- ВРИО губернатора Архангельской области, член партии Единая Россия, Александр Цыбульский[50] и ВРИО главы Коми Владимир Уйба[51], назначенные в апреле 2020 года, выступили против проекта полигона на Шиесе.
- 29 апреля 2020 года в интервью СМИ Цыбульский пообещал закрыть проект Шиес[52].
- 2 июня 2020 года распоряжением Правительства Архангельской области «О расторжении соглашения о сопровождении инвестиционного проекта между Правительством Архангельской области и обществом с ограниченной ответственностью „Технопарк“ от 20 мая 2019 года от 2 июня 2020 г. № 217-рп» было расторгнуто соглашение между правительством Архангельской области и ООО «Технопарк». При расторжении соглашения информация об инвестиционном проекте компании «ЭкоТехноПарк „Шиес“» должна быть исключена из реестра приоритетных инвестиционных проектов Архангельской области. По предписанию суда на станции Шиес также предстоит провести рекультивацию испорченного участка земли[53].

## Публикации в СМИ
- Брицкая Татьяна. Шиес в горле : обзор : [арх. 28.12.2019] // Новая Газета : сайт. — 2019. — 2 сентября.
- Брицкая Татьяна. Север. Далее везде : аналитика : [арх. 08.11.2019] // Новая Газета : сайт. — 2019. — 23 сентября.
- Соловьева Елена. "Шелупонь" на полтора миллиона. Год борьбы в Шиесе : аналитика : [арх. 30.12.2019] // Радио Свобода : сайт. — 2019. — 31 июля.
- Подобедова Людмила, Линделл Дада. Москва нашла куда валить : аналитика : [арх. 17.12.2019] // РБК : сайт. — 2019. — 16 декабря.
- Neil MacFarquhar. Russians, Feeling Poor and Protesting Garbage, Suffer Winter Blues : аналитика : [арх. 23.06.2019] // The New York Times : сайт. — 2019. — 19 February.
- Matthew Luxmoore. State of decay: Moscow's rubbish prompts protests in Russia : аналитика : [арх. 13.07.2019] // Al Jazeera : сайт. — 2019. — 6 June.
- Charles Maynes. Locals Protest Construction of Russia's Massive Landfill : аналитика : [арх. 01.12.2019] // Voice Of America : сайт. — 2019. — 18 September.
- Илья Варламов Шиес. Как люди защищают свою землю https://www.youtube.com/watch?v=Ws2Px9LviA4&t=5s декабрь 2019
- Ирина Андрианова Шиес: осуществление невозможного https://bellona.ru/2020/01/17/shies-osushhestvlenie-nevozmozhnogo/ 17.01.2020
- Дмитрий Степановский. Шиес через год после начала протестов: 10 главных вопросов о строительстве в Архангельской области полигона для московского мусора. 20 ноября 2019
- Татьяна Брицкая. «Ленинград» взяли «помойщики». Лагерь активистов в Шиесе сравняли с землей // Новая газета. 6 февраля 2021.

## Песни протеста о Шиесе
- Свалка в нашей невинной тайге (автор — Е. Ратникова, песня — П. Картошкин) // Александр Иваницкий. 25 декабря 2018.
- Марат Шатский — Это наше болото / This is our swamp // esisergio. 28 января 2019.
- Лариса Бартева. Северное ополчение // Семён Алёхов. 7 апреля 2019.
- Шиес — наша печаль // Шиес. Архангельск. Экопротест. 27 апреля 2019.
- Руки прочь от Шиеса!!! // Евгений Тропин. 29 апреля 2019. (Песня про наш дом. Про нашу Тайгу. Автор песни Павел Картошкин. Песня «Свалка в нашей невинной тайге»)
- Шиес // Артем Уланов. 4 июня 2019.
- Песня про Шиес // Серега Верещак. 14 июня 2019. (Автор-исполнитель из Няндомы)
- Шиес. Июнь 2019. Песня «Костёр» (исполняется автором) // Елена Захаренкова. 15 июня 2019.
- Шиес. Песня Николая Мелехова // Net_Svalke. 23 июня 2019.
- Шиес. Песня о мусорной реформе // Дед Архимед. 10 июля 2019.
- Рваные кеды по шпалам на Шиес! // Esipёnok Production. 27 июля 2019.
- Шиес наш! // Андрей Чекмарёв. 26 сентября 2019 г.] (Евгений Кокшаров, выступление в Коряжме)
- Шиес — Время Рассвета // Юрий Полянский. 5 декабря 2019. (Песня в поддержку жителей Севера, страны, за чистую и разумную экологию. За отмену мегасвалки на Шиесе и в других регионах страны. Стоп-Шиес! Stop Shies!)
- Ольга Дубова — Шиес // Ольга Дубова. 23 декабря 2019.